# Beñat Marmissolle
Beñat Marmissolle est un coureur d'ultrafond et de skyrunning français né le 7 avril 1981. Spécialiste de l'ultra-trail, il a notamment remporté la Diagonale des Fous 2022 après avoir terminé troisième en 2021.

## Résultats
| no  | masculin           | Course                                        | Longueur | Départ           | Temps            |
| --- | ------------------ | --------------------------------------------- | -------- | ---------------- | ---------------- |
| 3e  | Médaille de bronze | Diagonale des Fous                            | 160 km   | 21 octobre 2021  | 23 h 45 min 54 s |
| 1er | Médaille d'or      | Ultra-trail di Corsica                        | 110 km   | 7 juillet 2022   | 15 h 48 min 18 s |
| 1er | Médaille d'or      | 6000D                                         | 67 km    | 30 juillet 2022  | 6 h 20 min 58 s  |
| 6e  | 6e                 | Ultra-Trail du Mont-Blanc                     | 171 km   | 26 aout 2022     | 21 h 28 min 14 s |
| 1er | Médaille d'or      | Diagonale des Fous                            | 165 km   | 20 octobre 2022  | 23 h 14 min 47 s |
| 1er | Médaille d'or      | Euskal Ultra Trail                            | 131 km   | 19 mai 2023      | 16 h 27 min 31 s |
| 2e  | Médaille d'argent  | Hardrock 100                                  | 100 mi   | 14 juillet 2023  | 23 h 50 min 6 s  |
| 3e  | Médaille de bronze | Doi Inthanon Thailand by UTMB - Trans-Int 160 | 175 km   | 8 décembre 2023  | 25 h 44 min 3 s  |
| 2e  | Médaille d'argent  | Tor des Géants                                | 330 km   | 8 septembre 2024 | 73 h 10 min 18 s |
| 1re | Médaille d'or      | Valhöll Fin del Mundo by UTMB - Epic 130K     | 130,7 km | 21 mars 2025     | 13 h 46 min 46 s |
| 1re | Médaille d'or      | Trail Verbier Saint-Bernard - X-Alpine        | 140,2 km | 11 juillet 2025  | 18 h 41 min 47 s |